# رولان دورژله
رولان دورژله (به فرانسوی: Roland Lecavelé - Roland Dorgelès) نویسنده و روزنامه‌نگار قرن نوزدهم میلادی اهل فرانسه است.